# Дубровачки караван — Острво лава
„Дубровачки караван — Острво лава” је југословенски кратки ТВ филм из 1982. године. Режирао га је Милан Ковачевић који је написао и сценарио.

## Улоге
| Глумац          | Улога   |
| --------------- | ------- |
| Милан Ковачевић | Наратор |